# Station Morez
Station Morez is een spoorwegstation in de Franse gemeente Hauts de Bienne.